# Dinle
Dinle – singiel tureckiej piosenkarki Şebnem Paker i zespołu Ethnic wydany w 1997. Utwór napisali Levent Çoker i Mehtap Alnitemiz. 
Paker z utworem reprezentowała Turcję w 42. Konkursie Piosenki Eurowizji w Dublinie i zajęła trzecie miejsce w finale.

## Lista utworów
CD single
1. „Dinle”